# 박은경 (가수)
박은경(1973년 ~)은 대한민국의 트로트 가수다. 2018년 싱글 《나이는 없다》로 데뷔했다.

## 방송
- 보이스퀸 (2019) - Top50
- 콘테스트M (2020) - 동상(5위)
- 도전주부가요스타 (2008) - 4월퀸, 연말결선 왕중왕전 대상

## 음반
- 나이는 없다 (2018)
- 소풍같은인생 리메이크 (2018)
- 천싱지우 ((2022)